# Széll Kálmán utca
A Széll Kálmán utca Szombathely körülbelül 800 méter hosszú sugárútja az Éhen Gyula tér és a Savaria Nagyszálló között. A budapesti Andrássy út mintájára épült a XIX. század második felében, majd az első világháborút megelőző két évtizedben itt épült fel a Nagyszállótól az 56-osok teréig a város arculatát máig meghatározó neobarokk és szecesszió stílusjegyeit viselő palotasor, illetve az 1974-ben leállított villamosvonal jelentős szakasza is. Nevét a megye szülöttjéről, Széll Kálmán korábbi miniszterelnökről kapta. Az utca az 1950-es években Sztálin nevét viselte. 1962-től Savaria utca volt, majd 1990-től ismét Széll Kálmánról nevezték el.
Fontosabb épületei a Savaria Nagyszálló, a MÁV-székház, a Magyar Államkincstár Vas Megyei Igazgatósága és a Savaria Múzeum.

## Története
Az 1880-as évektől működő Szombathelyi Szépítő Egyesület munkálatainak keretében merült fel Éhen Gyula polgármestersége alatt szombathelyi sétálóutcák és főútvonalak kiépítése. Ebben az évtizedben a város népessége egyre rohamosabb gyarapodásnak indult, mivel az ekkor kiépült vasúthálózatban központi szerepe lett. Szombathely a Nyugat-Dunántúl legfontosabb vasúti központja lett, a vasútállomás közelében lévő városnegyed pedig ezzel párhuzamosan fejlődni kezdett.
1900-ig a szombathelyi vasútállomás épülete még a Széll Kálmán utca végében helyezkedett el, ekkor helyezték át az új épületbe, egy utcával arrébb. Az 1890-es években a vasútállomás egyre növekvő forgalma miatt elindult a régi vasútállomástól a Széll Kálmán utcán keresztül közlekedő szombathelyi villamosvonal is, amely kifejezetten forgalmassá és gyorsan fejlődővé tette a sugárutat. A villamosvonal teljesen végighaladt a Széll Kálmán utcán, a Vasútállomás, Nádasdy Ferenc utca, Vörösmarty Mihály utca és MÁV Igazgatóság állomásokat érintve.
A Széll Kálmán utca és a Vörösmarty Mihály utca találkozásánál a budapesti Andrássy út mintájára nyolcszög alakú teret alakítottak ki, amelyet Oktogonnak neveztek el[forrás?], majd később az 56-osok tere elnevezést kapta. Az '56-osok terén 1905-ben épült meg a Trummer-palota Trummer János tervei alapján. 1905 és 1910 között készült el a Savaria Múzeum épülete, és az azt körülvevő, Gyöngyös mentén kiépült Diák-liget. Az utca egyik legkarakteresebb épülete, a szecessziós Savaria Nagyszálló 1914-től épült, majd 1915-ben nyitotta meg kapuit.
A palotanegyed a Széll Kálmán utcán a Monarchia idején épült fel, az első világháború kitörésével aztán megszakadtak a főként neobarokk és szecessziós stílusú épületek építkezései, a palotaszerű építmények a Mártírok terétől (Savaria Nagyszálló) a Vörösmarty Mihály utcáig készültek el. A világháború után 1929-ben épült meg a Magyar Nemzeti Bank székháza (ma a Magyar Államkincstár épülete) Hübner Tibor tervezésében az 56-osok terének a Trummer-palotával szemközti oldalán.
Az utca központi szerepe később visszaszorult, főként a szombathelyi villamosvonal 1974-es megszüntetésével. A palotasor állapota az utóbbi időben leromlott, a Trummer-palota, az Államkincstár épülete és a Savaria Nagyszálló is kritikus kondícióba került.